# Anneau orbital
Ne doit pas être confondu avec Anneau planétaire.

Un anneau orbital disposant de câbles ancrés au sol.

Un anneau orbital est une forme d'ascenseur spatial qui se compose principalement d'un anneau artificiel placé autour de la Terre. L'anneau tourne en général plus vite que la Terre en termes de vitesse angulaire. Il s'agit d'une structure géante figurant dans les propositions d'astro-ingénierie.
La structure est destinée à être utilisée comme une station spatiale, un moyen de transport planétaire (comme le train, le bateau ou l'avion) ou encore comme système de lancement spatial.
Utilisé comme système de lancement, l'anneau permet de mettre sur orbite de façon très rentable et en grande quantité comparé aux fusées actuelles. Malgré son aspect "irréaliste" certains types d'anneaux sont réalisables avec des technologies présentes de nos jours mais nécessitent l'industrialisation de la Lune ou l'exploitation des astéroïdes pour fournir les matières premières à bas coût (les lancer depuis la Terre avec des fusées serait très dispendieux).
Le concept d'origine de l'anneau est lié aux Fontaines spatiales et aux boucles de lancement.

## Histoire
Dans les années 1870, Nikola Tesla, pendant qu'il se remettait de sa malaria, a conçu un certain nombre d'inventions dont un anneau autour de l'équateur, bien qu'il n'ait pas donné de détails des calculs. Voici une citation de son autobiographie, Mes Inventions (1919) :
« Another one of my projects was to construct a ring around the equator which would, of course, float freely and could be arrested in its spinning motion by reactionary forces, thus enabling travel at a rate of about one thousand miles an hour, impracticable by rail.  The reader will smile.  The plan was difficult of execution, I will admit, but not nearly so bad as that of a well-known New York professor, who wanted to pump the air from the torrid to the temperate zones, entirely forgetful of the fact that the Lord had provided a gigantic machine for this very purpose. »
Le roman Les Fontaines du paradis (1979) de Arthur C. Clarke traite d'ascenseurs spatiaux mais une annexe mentionne l'idée de lancer des objets depuis la Terre à l'aide d'une structure basée sur le catapultage électromagnétique. L'idée n'a pas pris corps mais a inspiré d'autres recherches.
Paul Birch a publié une série de trois articles dans le Journal of the British Interplanetary Society, en 1982,,. Anatoly E. Yunitskiy, auteur de l'idée de la chaîne de transport, a également publié une idée similaire en URSS en 1982 et, plus tard, il l'a explorée en détail dans son livre publié en 1995.
Andrew Meulenberg et ses élèves, de 2008 à 2011, ont présenté et publié un certain nombre de documents sur les types et les applications d'anneaux en orbite basse. Ces anneaux sont alors présentés comme les premières briques de l'homme dans l'espace. Une vue d'ensemble mentionne quatre applications pour les anneaux orbitaux.

## Propositions
Plusieurs méthodes et designs ont été proposés pour la construction d'un anneau orbital. En effet, une simple boucle sans aucun maintien autour de la planète est instable : elle s'écraserait sur Terre si elle était livrée à elle-même,. L'anneau orbital proposé nécessite de mettre en place un système de maintien pour éviter sa chute sur la planète.

### Modèle de Birch

#### Configuration
Dans sa configuration la plus simple, l'anneau est composé de deux éléments. Un anneau de support et une station qui peut aussi être un anneau.
Un câble circulaire en rotation rapide autour de la Terre sert de support. Sa vitesse de rotation est supérieure à la vitesse orbitale associée à son altitude. (Voir lois de Kepler). 
Des stations dont la vitesse de rotation est plus faible que la vitesse orbitale peuvent être placées sur ce câble. Ces stations sont supportées par sustentation magnétique sur le câble via des aimants supraconducteurs. La vitesse des stations peut donc être ajustée à la vitesse de rotation de la Terre donnant des stations géostationnaires à basse altitude maintenue par un anneau en rotation rapide. Il est possible d'ajouter à ces stations des câbles orientés vers le sol jouant le rôle d'ascenseurs sur une courte distance. Les câbles des ascenseurs sont réalisés à l'aide d'un matériau à fort ratio résistance/masse. Les contraintes sont néanmoins moins importantes que pour un véritable ascenseur montant jusqu'à l'altitude de l'orbite géostationnaire.

#### Fonctionnement
Le câble circulaire et la station sont en support l'un sur l'autre. Le câble en rotation trop rapide possède trop de moment orbital et serait plus stable à plus haute altitude et permet donc aux stations dont la rotation est trop lente de rester dans l'espace. L'essentiel est de vérifier que la combinaison des moments orbitaux de ces éléments est bien compatible avec l'altitude où est "fixé" l'anneau.
Même si ce modèle est particulièrement adapté pour un anneau équatorial, Paul Birch a calculé que la station peut être utilisée pour accélérer ou ralentir l'anneau pour provoquer délibérément la précession de la structure autour de la Terre tandis que la Terre tourne en dessous. Avec une précession toutes les 24h il est possible d'avoir une station en apparence stationnaire au-dessus de n'importe quel lieu sur Terre sans que la station ne soit à l'altitude de l'orbite géosynchrone (plus de 36 000 km) ni que la position sur Terre ne soit obligatoirement sur l'équateur. Cela signifie que l'utilisation de l'anneau permet d'avoir des stations au-dessus de n'importe quel point sur Terre et de déplacer ces stations vers n'importe quel autre point selon les besoins. Ainsi, n'importe quel point sur la Terre peut être desservi par un ascenseur spatial. Une autre possibilité serait de construire un réseau d'anneaux orbitaux se croisant aux pôles. Ce système pourrait couvrir l'ensemble de la planète et être capable de prendre en charge la plupart du fret et des passagers.
Avec un réseau d’ascenseurs et un ensemble d'anneaux géostationnaires on peut aussi considérer ramener délicatement sur Terre de la matière extraterrestre en provenance d’astéroïdes ou de la Lune. L'énergie électrique générée par la descente de la matière sur Terre devrait permettre de payer l'extension du système et finalement, ouvrir la voie à l'activité spatiale à l’échelle du système solaire facilitant les opérations de terraformation et autres activités d'astro-ingénierie.

#### Coût estimé
Si la structure est construite en lançant les matériaux nécessaires depuis la Terre, le coût pour le système est estimé par Brich dans les années 1980 à environ 31 milliards de dollars (pour un "bootstrap", qui doit s'agrandir à 1000 fois sa taille initiale au cours de l'année suivante) si lancée à l'aide de la Navette spatiale. Le coup pourrait tomber à 15 milliards de dollars en supposant qu'il existe une industrie déjà présente en orbite capable de fournir les 18000 tonnes d'aciers, aluminium et scories à bas prix. Le prix peut encore être réduit en supposant l'existence d'un anneau autour de la Lune. Le système aura alors un coût de mise en orbite d'environ 0,05$/kg.

### Modèle d'Yunitskiy

#### Configuration
Le véhicule planétaire global (GPV en anglais) - un projet d'Anatoly Yunitskiy   est un anneau parallèle à l'équateur, composé de segments individuels connectés par des vérins hydrauliques ou autres liaisons mécaniques. À l'intérieur des segments se trouvent les charges utiles et équipements. Le cœur du GPV se compose de deux canaux circulaires passant par tous les segments de l'anneau. Un fort niveau de vide est maintenu dans les canaux et sont complètement isolés de l'environnement. À l'intérieur de ces canaux se trouvent deux volants d'inertie en sustentation magnétique. Les volants sont composés en segments de métal et de polymère (le rendant flexible). Les volants sont maintenus par le système électromagnétique installé dans les segments du GPV par lévitation magnétique et se comportent comme le rotor d'un moteur électrique géant. Il y a donc possibilité de mise en mouvement du rotor tout comme il y a possibilité de generation d’électricité lors du ralentissement de celui-ci.

#### Fonctionnement
- Etat initial : Le GPV et ses volants sont statiques à l’arrêt. Le GPV est ancré au pont planétaire.
- Chargement : De l'énergie électrique est injectée dans le système pour faire tourner un rotor. Ce dernier est accéléré jusqu'à atteindre la Vitesse de satellisation minimale au niveau de la mer (~8 km/s). La force centrifuge à laquelle est soumis le rotor est alors égale à son poids. Si le rotor est encore plus accéléré ce dernier aura une force centrifuge supérieure à son poids et va donner naissance à une force résultante verticale. Cependant, le rotor, malgré son envie de s'élever, est retenu par les sustentateurs magnétiques des segments qui eux-mêmes sont retenus sur le pont « planétaire ».
- Décollage : Après avoir relâché les brides le GPV commence à s'élever car le rotor donnent une force verticale nette suffisante pour compenser le poids des segments et des charges utiles. L'élévation du GPV provoque son élargissement sans toutefois provoquer sa destruction. En effet, les rotors sont assez élastiques pour supporter 2 à 5% de deformation et les segments externes sont reliés par des vérins.
- Transfert de moment: Une fois à l'altitude désirée le rotor passe en mode générateur et est donc ralenti. L’électricité générée est utilisée pour accélérer le second rotor dans l'autre sens. En conséquence, le GPV lui-même accélère jusqu'à la vitesse orbitale associée à son altitude (voir conservation du moment cinétique). La limite d'altitude de ce système est associée à la quantité initiale d’énergie cinétique emmagasinée avant le largage de l'anneau et à la capacité de la structure à resister à son agrandissement.
- Livraison en orbite : Le GPV et sa charge utile sont maintenant en orbite. Les charges utiles peuvent être larguées sur orbite ou déposées dans des stations éventuellement présentes à cette orbite. Ces stations peuvent servir de dépôt ou de port spatial pour recevoir les tonnes de matières qui peuvent être mise en orbite par le GPV.
- Retour : Une fois déchargé, le GPV n'a plus qu'a rentrer sur Terre en effectuant les operations inverses. Une fois retourné au niveau du sol on remarquera que, même en assumant des transferts d’énergie sans perte, le rotor a une vitesse de rotation plus faible une fois le GPV de nouveau posé sur le pont. Cela vient du fait qu'une partie de l’énergie cinétique est maintenant au sein des charges utiles restées en orbite.
- Réutilisation : Le système peut être réutiliser et n'a pas souffert lors de son premier voyage car l'ensemble des systèmes opèrent sans pièces mécaniques d'usure et le retour se Terre se fait bien plus lentement qu'avec une capsule.

## Sécurité et impact sur l'environnement

### Impact en cas d'accident grave lors du fonctionnement
En supposant que l'anneau est composé d'un rotor à vitesse sur-orbitale et d'une station fixe on peut imaginer une défaillance du maintien du rotor. Par exemple une perte d'alimentation électrique ferait perdre le support magnétique de l'anneau et celui-ci finirait par entrer en collision avec sa gaine. La différence de vitesse lors de la collision est de plus de 8 km/s et engendrait à coup sûr la destruction du rotor et de la gaine libérant un grand nombre de débris à des vitesses allant de 0 km/s (la gaine) à plus de 14 km/s (le rotor). On imagine donc que les débris à vitesse moyenne vont retomber sur terre et se consumer dans l'atmosphère pour les plus petits. Les autres heurteraient la surface s'ils ont une taille conséquente ou une vitesse trop faible pour se désintégrer. Les débris les plus rapides restent sur orbite et finiront par retomber et brûler dans l'atmosphère en supposant que l'anneau est à une basse altitude ( > 200 km). On remarquera que les stations et les structures de supports vont simplement retomber sur Terre presque à la verticale. La vitesse au moment de l'impact dépend de la forme du débris mais est bien plus faible que pour un impact d’astéroïde. Bien que désastreuses, les conséquences ne sont donc pas comparables à la chute d'une météore de taille comparable. Ce genre d'accident peut être évité en veillant à la redondance des systèmes.

### Impact environmental lors de la fabrication

#### Modèle de Brich
La fabrication d'une telle structure demande la mise en orbite basse de plusieurs milliers de tonnes de matériaux de construction. Si ces matières viennent de la Terre et que le lancement se fait par fusée, l'impact environnemental de l'activité minière déjà en cours ne fera qu'augmenter. S'ajoute à cette pollution et destruction d'habitats naturels le besoin de tirer un grand nombre de fusées dont le carburant n'est pas produit écologiquement à ce jour. De plus, cette utilisation intense de fusées orbitales a des conséquences encore à estimer. La pollution de la biosphère générée par une telle entreprise n'est pas tolérable dans un contexte de prise de conscience de notre empreinte négative sur notre environnement. La voie la plus "écologique" serait d'industrialiser la Lune ou les astéroïdes pour permettre la construction de cette structure avec un faible impact sur notre planète, sa faune et sa flore. Le débat se porte alors sur l'impact de l'homme sur les corps sans biosphère dans le système solaire.

#### Modèle d'Yunitskiy
N'étant pas construit en orbite ce modèle a l'avantage de ne pas nécessiter l'industrialisation de l'espace ni même le tir d'une seule fusée pour être réalisé mais fait reposer l'intégralité du stress environnemental sur la Terre. En plus de la fabrication de l'anneau, s'ajoute le besoin de créer une piste faisant le tour de la planète sur l'équateur pour soutenir l'anneau lors de la phase de charge du premier rotor et lors du retour sur Terre. Ainsi, des travaux sont à prévoir dans les forets amazoniennes, indonésiennes et centre-africaines. Cet impact est néanmoins à relativiser avec la deforestation volontaire subie par ces régions. En effet, le passage du pont pour l'anneau orbital ne cherche pas à consommer la foret contrairement à la deforestation mais à l'impacter au minimum.

### Impact environnemental en fonctionnement

#### Modèle de Brich
Le Modèle de Brich peut avoir un fonctionnement très discret et vert dans la mesure où l'anneau reste toujours en altitude et peut être alimenté par l’énergie solaire. Les câbles servant d'ascenseur peuvent être descendus à des altitudes variables selon les régions, pouvant ainsi éviter de les laisser à basse altitude dans des zones fragiles ou sensibles. L'ombre provoquée par l'anneau en orbite n'est pas significative si ce dernier fait moins de 1 km de large (en supposant une altitude de 200 km) . Même si l'anneau était plus large il est peu probable que ce dernier soit "opaque" sur toute sa largeur. Cependant, l'anneau provoque une gêne pour l'astronomie depuis le sol.

#### Modèle d'Yunitskiy
Ce modèle dispose de l'ensemble des impacts environnementaux du modèle de Brich mais remplace la faible empreinte au sol de ce dernier par la présence d'un pont et d'une période de montée et de descente. La montée et la descente de l'anneau bien que visible ne devrait pas présenter de nuisances sonores particulières. Il y a cependant à considérer que l'anneau traverse les couloirs aériens pendant son voyage, ainsi que plusieurs orbites une fois dans l'espace si l'objectif est d'atteindre une orbite élevée. La source d’énergie de cet anneau est située sur Terre donc il faut prendre en compte la nuisance environnementale provoquée par les éventuels réacteurs nucléaires responsables de son alimentation.

## Types d'anneaux orbitaux
Le type le plus simple est un anneau circulaire en orbite basse (LEO).
Deux autres types ont également été définies par Paul Brich :
- Anneaux excentriques – ce sont des anneaux fermés mais dont l'altitude varie.
- Anneaux partiels – il s'agit essentiellement d'une boucle de lancement[2].

En outre, P.Birch a proposé le concept de "mondes supramundane" comme les supra-joviens et les "planètes" super-stellaires. Il s'agit là encore de structures artificielles. Une grille d'anneaux orbitaux serait le support d'une surface continue autour d'une planète, d'une supergéante ou même d'une étoile.

## Anneaux orbitaux dans la fiction
Le manga Battle Angel Alita met en évidence un anneau plutôt détérioré.
La deuxième édition de l'animé de la série Tekkaman montre un anneau complet, abandonnée et en ruine à cause de la guerre, et sans attaches à la surface.
Dans le film Starship Troopers, un anneau orbital est montré autour de la Lune.
L' animé de la série Kiddy Grade utilise également les anneaux comme moyen de lancement et de docking pour les vaisseaux. Ces anneaux sont reliés à de grandes tours s'étendant à partir de la surface des planètes.
L'animé Mobile suit Gundam 00 montre un anneau initialement constitué de panneaux solaires. Cet anneau est connecté à la Terre par 3 ascenseurs. L'anneau est une source quasi-illimité d’énergie pour la planète. Plus tard dans la série l'anneau est équipé de stations spatiales.
Les anneaux orbitaux sont largement utilisés dans la fiction collaborative worldbuilding site Bras d'Orion.
Arthur C. Clarke 3001: L'Odyssée Finale met en scène un anneau soutenu par quatre énormes tours habitables à l'équateur.
Dans Fontaines du Paradis, une référence est faite à un anneau orbital attaché à des ascenseurs dans un futur lointain.
Le jeu X3 Terran conflict dispose d'un anneaux orbital autour de la Terre. Cette structure vole en éclats des suites d'une explosion et est par conséquent désorbitée dans X3: Albion Prelud.